# Seznam památných stromů v okrese Český Krumlov
Toto je seznam památných stromů v okrese Český Krumlov, v němž jsou uvedeny památné stromy na území okresu Český Krumlov.

## Seznam
| Název                           | Obrázek                                                                                    | Umístění                                            | Druh | Obvod [v cm]    | Kód wikidata      | Galerie                                                  | Poznámka |
| ------------------------------- | ------------------------------------------------------------------------------------------ | --------------------------------------------------- | --- | --------------- | ----------------- | -------------------------------------------------------- | --- |
| Adolfovský dub †                |                                                                                            | Adolfov                                             | dub letní | 375             | 103064 Q134966895 |                                                          | 28 metrů vysoký dub roste při okraji silnice Třísov-Holubov v ostré zatáčce proti rybníku. |
| Klen na Babí                    |                                                                                            | Babí                                                | javor klen | 580             | 103101 Q26788080  |                                                          | 300 let starý klen roste u místní asfaltky. |
| Lípa na Babí                    |                                                                                            | Babí                                                | lípa velkolistá | 900             | 103102 Q12034639  |                                                          | 550 let stará lípa bývala třetím nejmohutnějším stromem jižních Čech – od poškození bleskem žije jen část kmene. Roste mezi zbořenými statky v zaniklé osadě Babí.                                                                                |
| Běleňská lípa                   |                                                                                            | Běleň                                               | lípa velkolistá | 570             | 103050 Q11706731  |                                                          | Nejstarší žijící strom jižních Čech, snad 850 let, zůstala jen část, většinu kmene zničil blesk roku 1951. |
| Klen v Černém Údolí †           |                                                                                            | Benešov nad Černou 48°41′55″ s. š., 14°40′28″ v. d. | javor klen | 480             | 103045            |                                                          | 26 metrů vysoký klen roste před hájovnou na JV okraji osady Černé Údolí. |
| Modřín u Benešova nad Černou    | Modřín opadavý na naučné stezce u Benešova nad Černou.                                     | Benešov nad Černou                                  | modřín opadavý | 503             | 103107 Q26788083  |                                                          | 28 metrů vysoký modřín roste asi 1 km od přemostění silnice Benešov – Černá, proti vodě na levém břehu u zbořeniště. |
| Besednická vrba                 |                                                                                            | Besednice                                           | vrba smuteční | 375             | 104710 Q26789343  |                                                          | Na náměstí. |
| Dub v Blansku                   |                                                                                            | Blansko u Kaplice                                   | dub letní | 411             | 104708 Q26789341  | Kategorie „Dub v Blansku“ na Wikimedia Commons           | Dub roste na návsi v Blansku u Kaplice. |
| Lípa U Hájovny Bližší Lhota †   |                                                                                            | Bližší Lhota                                        | lípa malolistá | 522             | 103067            |                                                          | 25 metrů vysoká lípa roste na okraji parcely u hájovny poblíž Knížecí cesty od přívozu od Lipna. |
| Modřín Josefův Důl              |                                                                                            | Bližší Lhota                                        | modřín opadavý | 520             | 103048 Q15360305  |                                                          | 33 metrů vysoký modřín roste na kraji lesního porostu 16 b, u osady Bližší Lhota v Medvědím lese, severně od Medvědího potoka, S od Zadní Zvonkové.                                                                                               |
| Borová alej                     |                                                                                            | Borová                                              | dub letní (62) javor mléč (5) javor klen (3) javor babyka (1) jasan ztepilý (7) lípa malolistá (2)                      | 338 166         | 105108 Q20851132  |                                                          | Alej 80 stromů po obou stranách místní komunikace směrem od Nové Hospody (?). 62× křemelák, 5× mléč, 3× klen, 1× babyka, 7× jasan, 2× lípa. |
| Lípa Brloh                      | Lípa rostoucí v louce pod kapličkou mezi Brlohem a Rychtářovem.                            | Brloh                                               | lípa malolistá | 395             | 105302 Q26789775  |                                                          | Vyhlašovací předpis udává pouze tuto lokalizaci: mezi Brlohem a Rychtářovem, obec Brloh. |
| Lípa u sklepa                   |                                                                                            | Bujanov                                             | lípa malolistá | 560             | 103106 Q26788082  |                                                          | 29 m vysoká lípa roste v blízkosti bývalého sklepa ve vzdálenosti asi 200 m od silnice Bujanov – Omlenice. Vyhláška uvádí dvě lípy. |
| Svinihlavská lípa               |                                                                                            | Bujanov                                             | lípa malolistá | 594             | 103105 Q26788081  |                                                          | 24 m vysoká vitální lípa roste 1 kilometr od Bujanova při cestě na Omlenice. |
| Lípy v Černé †                  | Lípy u kaple z roku 1648 při cestě z Černé do Dolní Vltavice.                              | Černá v Pošumaví                                    | lípa malolistá (3) |                 | 103103            |                                                          | Trojice lip byla zasazená údajně roku 1648 u kapličky, ochrana jedné byla ukončena 25. dubna 1994 s odůvodněním zničeny při vichřici, ochrana zbylých dvou 15. prosince 2002.                                                                     |
| Lípy u Stiniho kapličky         |                                                                                            | Černá v Pošumaví 48°42′3″ s. š., 14°4′59″ v. d.     | lípa malolistá lípa velkolistá                                                                                          | 598 620         | 103104            |                                                          | Stromy rostou u kapličky, 2 m od silnice Bližná – Dolní Vltavice. Prvně zřejmě vyhlášeny již v 70. letech 20. století. |
| Dub v Černém Údolí              |                                                                                            | Černé Údolí                                         | dub letní | 425             | 103046 Q26788040  | Kategorie „Dub v Černém Údolí“ na Wikimedia Commons      | 28 metrů vysoký dub roste u cesty k hájovně na JV okraji osady Černé Údolí. |
| Lípa v Černém Údolí             |                                                                                            | Černé Údolí                                         | lípa malolistá | 405             | 103047 Q26788041  |                                                          | Lípa roste u cesty k hájovně na JV okraji osady Černé Údolí. |
| Čeřínská hrušeň                 |                                                                                            | Čeřín                                               | hrušeň obecná | 421             | 103080 Q26788062  |                                                          | 16 metrů vysoká hrušeň roste na začátku obce Močerady u odbočky polní cesty. |
| Krumlovská alej †               |                                                                                            | Český Krumlov                                       | |                 | 105307 Q26791053  | Kategorie „Krumlovská alej“ na Wikimedia Commons         | Stromy při silnici mezi zámeckou zahradou a Kvítkovým Dvorem v obci Český Krumlov. Počet ani druh není specifikován. |
| Památné stromy v zámeckém parku |                                                                                            | Český Krumlov 48°48′36″ s. š., 14°18′25″ v. d.      | modřín opadavý (1) tis červený (1) dub letní (3) dub balkánský (1) buk lesní (8) lípa velkolistá (2) lípa malolistá (3) | 529             | 106481            |                                                          | V zámecké parku na pozemku p.č. 999/1. |
| Krumlovská lípa †               |                                                                                            | Český Krumlov                                       | lípa malolistá | 336             | 105297 Q26789772  | Kategorie „Krumlovská lípa“ na Wikimedia Commons         | 30 metrů vysoká lípa roste na břehu Vltavy vedle ZŠ Linecká a mostu E. Beneše. Ochrana zrušena 09.07.2025. |
| Krumlovská babyka               |                                                                                            | Český Krumlov 48°49′1″ s. š., 14°18′50″ v. d.       | javor babyka | 230             | 103041 Q26788036  | Kategorie „Krumlovská babyka“ na Wikimedia Commons       | 10 metrů vysoká částečně proschlá babyka roste v severní části Krumlova nad cestou k vlakovému nádraží, na oploceném pozemku nad třídou Míru. |
| Dub Další Lhota                 |                                                                                            | Další Lhota                                         | dub letní | 393             | 103049 Q26788042  |                                                          | 25 metrů vysoký dub roste v osadě Další Lhota, u bývalého statku č. 4 (nyní rekreační domek). |
| Skalinská lípa                  |                                                                                            | Děkanské Skaliny                                    | lípa malolistá | 437             | 103082 Q26788065  |                                                          | 26 metrů vysoká lípa roste v obci asi 100 metrů od místní odbočky, 200 metrů vpravo nad cestou v jejím oblouku. |
| Lípa ve Skalinách               |                                                                                            | Děkanské Skaliny                                    | lípa malolistá | 410             | 103083 Q26788066  | Kategorie „Lípa ve Skalinách“ na Wikimedia Commons       | 21 metrů vysoká lípa roste asi 10 m od rohu bývalé usedlosti čp. 6 na pravé straně od cesty směrem k JCE. |
| Lípa ve Skalinách 2             |                                                                                            | Děkanské Skaliny                                    | lípa malolistá | 480             | 103084 Q26788067  | Kategorie „Lípa ve Skalinách 2“ na Wikimedia Commons     | 27 metrů vysoká lípa roste u domu č. 1 na rohu hospodářskéhé stavení v obci, asi 6 metrů od zdi. |
| Lípa v Dlouhé †                 |                                                                                            | Dlouhá 48°48′36″ s. š., 14°28′45″ v. d.             | lípa malolistá | 350             | 103053            | Kategorie „Lípa v Dlouhé“ na Wikimedia Commons           | 26 metrů vysoká lípa rostla u kapličky. V prosinci 2006 došlo k pádu stromu, na místě zůstal 2m pahýl kmene, ke 24. 8. 2012 byla ochrana zrušena.                                                                                                 |
| Buk u Dluhoště                  |                                                                                            | Dluhoště                                            | buk lesní | 380             | 103026 Q26788021  |                                                          | 25 metrů vysoký strom roste v lesním porostu 114 c14 v místní trati Kolhout. |
| Buk u hájovny Dobrá Voda †      |                                                                                            | Dobrá Voda                                          | buk lesní | 690             | 105304 Q74844794  |                                                          | Buk rostl u hájovny Dobrá Voda, obec Holubov; dnes již neexistuje. |
| Cypřišky na Dobré Vodě          |                                                                                            | Dobrá Voda                                          | cypřišek hrachonosný (3)                                                                                                |                 | 103072 Q26778975  | Kategorie „Cypřišky na Dobré Vodě“ na Wikimedia Commons  | Již jen 2 z původně 3 cypřišků rostou v parku na Dobré Vodě u Horní Plané mezi Stifterovým pomníkem a kaplí. Na jaře 2008 byl jeden z cypřišků vyvrácen a rozlomen vichřicí, téhož roku došlo k ukončení jeho ochrany.                            |
| Lípa na Dobré Vodě              |                                                                                            | Dobrá Voda                                          | lípa malolistá | 405             | 103068 Q26788054  | Kategorie „Lípa na Dobré Vodě“ na Wikimedia Commons      | 27 metrů vysoká lípa roste v parkovém porostu u Dobré Vody v Horní Plané, 10 m od hřbitova. |
| Lípa u Dolní Drkolné            |                                                                                            | Dolní Drkolná                                       | lípa zelená | 576             | 103034 Q26788029  |                                                          | 20 metrů vysoká lípa roste na louce za osadou, nedaleko cesty do Horního Dvořiště. |
| Drahoslavická lípa              | Drahoslavická lípa                                                                         | Drahoslavice                                        | lípa malolistá | 513             | 103100 Q26788079  | Kategorie „Drahoslavická lípa“ na Wikimedia Commons      | 32 metrů vysoká lípa roste asi 10 m od místní váhy. |
| Hartunkovský klen               |                                                                                            | Hartunkov                                           | javor klen | 310             | 103044 Q26788039  |                                                          | 23 metrů vysoký klen roste na okraji zahrady za nemovitostí č. 40 na S okraji osady Hartunkov. |
| Hněvanovská hrušeň              |                                                                                            | Hněvanov 48°41′ s. š., 14°24′24″ v. d.              | hrušeň obecná | 360             | 106513            |                                                          | Roste jako solitéra mimořádného vzrůstu s mírně narušenou vitalitu. |
| Holubovský dub †                |                                                                                            | Holubov                                             | dub letní | 445             | 103089 Q26788071  | Kategorie „Holubovský dub“ na Wikimedia Commons          | 27 metrů vysoký dub roste po levé straně silnice Holubov – Křemže před tratí. |
| Javor klen u Podhradských       |                                                                                            | Holubov – Třísov                                    | javor klen | 425             | 106313 Q73602071  |                                                          | Velmi mohutný javor veterán u cesty na Dívčí kámen, výška 26 m, zdravotní stav velmi dobrý. |
| Devět lip v Horní Plané         |                                                                                            | Horní Planá 48°46′19″ s. š., 14°1′50″ v. d.         | lípa malolistá (9) |                 | 105787 Q26778979  | Kategorie „Devět lip v Horní Plané“ na Wikimedia Commons | Na okraji cesty vedoucí od pomníku Adalberta Stiftera k poutní kapli na Dobré Vodě |
| Modřín Olšina                   |                                                                                            | Horní Planá                                         | modřín opadavý | 360             | 103032 Q26788027  | Kategorie „Modřín Olšina“ na Wikimedia Commons           | 32 metrů vysoký modřín s vysokou estetickou a krajinotvornou hodnotou a dobrým zdravotním stavem roste v osadě Olšina, severně od polní cesty, 10 m jižně od štítu obytného čp. 31.                                                               |
| Park v Horní Plané              |                                                                                            | Horní Planá                                         | jasan ztepilý, lípa velkolistá, dub letní                                                                               |                 |                   | Kategorie „Park v Horní Plané“ na Wikimedia Commons      | 110 jasanů po obou stranách cesty od studánky na Dobré Vodě na západ k chatové výstavbě, NS Adalberta Stiftera. V parku rostou také lípy velkolisté a duby letní a taktéž památné stromy cypřišky (viz Commons kategorie Cypřišky na Dobré Vodě). |
| Stifterův buk †                 |                                                                                            | Horní Planá                                         | buk lesní | 570             |                   |                                                          | 300 let starý buk, oblíbený strom spisovatele Adalberta Stiftera, poškodila vichřice roku 1979. Definitivně zanikl v roce 1994. |
| Stifterův smrk †                |                                                                                            | Horní Planá                                         | smrk ztepilý |                 |                   |                                                          | Zaniklý smrk nazvaný po spisovateli Adalbertu Stifterovi. Novodobě byl v místě vysazen mladý smrček. |
| Záhořská lípa                   |                                                                                            | Horní Světlá                                        | lípa velkolistá | 810             | 103096 Q26788075  |                                                          | 32 metrů vysoká lípa roste u místní komunikace na Horní Světlou. |
| Záhořské lípy                   |                                                                                            | Horní Světlá                                        | lípa velkolistá (2) |                 | 103095 Q26778965  |                                                          | Lípy rostou za stodolou bývalého statku v Horní Světlé. |
| Hořický buk †                   |                                                                                            | Hořice na Šumavě                                    | buk lesní | 240             | 105305 Q26789777  |                                                          | Strom roste na okraji lesa nad Pašijovou ulicí v obci Hořice na Šumavě. Ochrana památného stromu byla zrušena 06.02.2019. |
| Hořický maďal                   | Jírovec maďal v Hořicích na Šumavě.                                                        | Hořice na Šumavě                                    | jírovec maďal | 350             | 103025 Q26788020  |                                                          | Strom roste u příjezdové cesty k mateřské škole. |
| Lípa v Hostínově Lhotě          | Lípa u cesty na kraji osady Hostinova Lhota.                                               | Hostínova Lhota                                     | lípa malolistá | 530             | 103040 Q26788035  |                                                          | Roste v osadě Hostínova Lhota u polní cesty u křížku z r. 1883. |
| Dub u Čertovy stěny †           |                                                                                            | Hrudkov                                             | dub letní | 500             | 103093 Q26788073  |                                                          | 24 metrů vysoký dub roste na levém břehu vodní nádrže Lipno II, 60 m za železničním přejezdem. Ochrana zrušena 13. února 2025. |
| Lípa v Hrudkově                 |                                                                                            | Hrudkov                                             | lípa |                 |                   |                                                          | Antonín Bašta v roce 1909 uváděl mohutnou prastarou lípu v obci. Pravděpodobně zanikla. |
| Loučejská lípa †                |                                                                                            | Chlum                                               | lípa malolistá | 294             | 103061            |                                                          | 26 metrů vysoká lípa rostla 30 m nalevo od silnice Loučej-Lhotka, na zahradě u č. 3. Ochrana zrušena 10. ledna 2006 – z důvodu napadení dřevokaznou houbou došlo ke snížení stability stromu, který musel být skácen.                             |
| Dub v Chlumečku                 | Dub v obci Chlumeček.                                                                      | Chlumeček                                           | dub letní | 441             | 103059 Q26788049  | Kategorie „Dub letní (Chlumeček)“ na Wikimedia Commons   | 23 metrů vysoký dub roste u vjezdu do obce na křižovatce Křemže/Vrábče. |
| Hejdlovská lípa                 |                                                                                            | Chvalšiny                                           | lípa malolistá | 337             | 103057 Q26788047  |                                                          | 29 metrů vysoká lípa roste v údolí Hejdlovského potoka pod stavením č. 12. |
| Baisova lípa                    | Lípa troják rostoucí na louce nedaleko od samot u Baisů a u Bychů.                         | Janské Údolí                                        | lípa malolistá | 450             | 103063 Q26788052  | Kategorie „Baisova lípa“ na Wikimedia Commons            | 25 metrů vysoká lípa roste na louce u samoty Brychů a Baise. |
| Jaronínská lípa                 | Lípa u kaple v obci Jaronín nedaleko Brlohu.                                               | Jaronín                                             | lípa velkolistá | 595             | 103085 Q26788068  |                                                          | Původně 30 metrů vysoká lípa roste u kapličky z roku 1843, zlomena padla, od roku 1996 jen torzo. |
| Dub nad Rychnůvkem              |                                                                                            | Jasánky                                             | dub letní | 327             | 103029 Q26788024  |                                                          | 27 metrů vysoký dub roste na opuštěné louce s rozpadlým statkem, 500 m SV od zaniklé osady Rychnůvek na jižním svahu pod lesem. |
| Klen nad Rychnůvkem             |                                                                                            | Jasánky                                             | javor klen | 400             | 103031 Q26788026  |                                                          | 23 metrů vysoký klen roste u bývalého kostela v JZ části zaniklé osady Rychnůvek. |
| Klen v Rychnůvku                |                                                                                            | Jasánky                                             | javor klen | 390             | 103030 Q26788025  |                                                          | 26 metrů vysoký klen roste na polní mezi u silnice severně od zaniklé osady Rychnůvek. |
| Lípy Otov                       |                                                                                            | Jasánky                                             | lípa malolistá (2) | 395             | 103074 Q26778982  |                                                          | 2 lípy rostou na okraji lesní cesty SV od mostu veřejné komunikace Zvonková-Pasečná. |
| Jenínský javor                  |                                                                                            | Jenín 48°38′17″ s. š., 14°24′29″ v. d.              | javor klen | 477             | 106518            |                                                          | V porostu vlevo od Jenínského potoka u jižního cípu obce směrem k Dolnímu Dvořišti. |
| Kaplický jilm                   |                                                                                            | Kaplice                                             | jilm habrolistý | 305             | 103033 Q26788028  | Kategorie „Kaplický jilm“ na Wikimedia Commons           | Jilm roste v zahradě ZŠ v Omlenické ulici, na rohu ulice Generála Fanty. |
| Smrk v Kladenském Rovném †      |                                                                                            | Kladenské Rovné                                     | smrk ztepilý | 335             | 104504            |                                                          | 26 metrů vysoký smrk roste při silnici v osadě Kladenské Rovné. |
| Klenská lípa                    | Lípa roste na pastvině nedaleko od silnice z Benešova nad Černou do Klení na pravé straně. | Klení                                               | lípa malolistá | 700             | 103090 Q26788072  |                                                          | 26 metrů vysoká lípa roste asi 300 m od silnice z Benešova nad Černou do Klení vpravo uprostřed pastviny. Na severní straně vyhnívá, z jižní strany je zdravá.                                                                                    |
| Klenský dub                     | Dub rostoucí na hrázi Malého klenského rybníka.                                            | Klení                                               | dub letní | 430             | 103042 Q26788037  |                                                          | 22 metrů vysoký dub roste na hrázi Malého Klenského rybníka, 800 m JV od středu osady. |
| Lípa u strouhy                  |                                                                                            | Klení                                               | lípa malolistá | 388             | 104709 Q26789342  |                                                          | Lípa roste u strouhy za Klením, chybí vyhlašovací dokumentace. |
| Krásetínská lípa                |                                                                                            | Krásetín                                            | lípa malolistá | 232             | 105303 Q26789776  |                                                          | Lípa – dvoják roste u hájovny v Krásetíně, obec Holubov. |
| Křemžský morušovník             | Morušovník na náměstí v Křemži                                                             | Křemže                                              | morušovník bílý | 158             | 103058 Q26788048  |                                                          | 7 metrů vysoký morušovník u radnice pod náměstím u bývalé školy. Obvody kmenů 140 a 150 cm, výška 10 metrů, šířka koruny 15 metrl (1995). |
| Křenovský dub                   | Křenovský dub                                                                              | Křenovský Dvůr                                      | dub letní | 468             | 105298 Q26789773  | Kategorie „Křenovský dub“ na Wikimedia Commons           | Dub roste 450 metrů východně od Křnovského Dvora.. |
| Kuklovský dub                   | Dub na okraji obce Kuklov.                                                                 | Kuklov                                              | dub letní | 322             | 103056 Q26788045  |                                                          | 23 metrů vysoký dub rost po levé straně silnice Kuklov-Prachatice u rekreační chalupy č. 12. |
| Kuklwaitská lípa                | Kuklvaitská lípa s kapličkou                                                               | Kuklov                                              | lípa velkolistá | 575             | 103055 Q26788044  |                                                          | 32 metrů vysoká lípa roste u božích muk po levé straně silnice Kuklov-Prachatice, asi 10 m od č. 310. |
| Květoňovská lípa                |                                                                                            | Květoňov                                            | lípa malolistá | 487             | 103087 Q26788070  |                                                          | 34 metrů vysoká lípa roste v bývalé obci Květoňov (dnes spadá pod obec Mostky). |
| Duby u Lhotky                   |                                                                                            | Lhotka                                              | dub letní (4) | 350 308 320 333 | 105107 Q26778970  |                                                          | Čtveřice dubů roste v poli 500 metrů jižně od Lhoty. |
| Dub Vlkanec                     |                                                                                            | Loučej                                              | dub letní | 383             | 103062 Q26788051  |                                                          | 26 metrů vysoký dub roste u silnice Chlum – Loučej v prudké zatáčce pod vrchem Vlkanec. |
| Hrušeň v Dolní Dlouhé           |                                                                                            | Malšín 48°41′18″ s. š., 14°16′51″ v. d.             | hrušeň obecná | 360             | 105974 Q26790596  |                                                          | V bývalé osadě Dolní Dlouhá nad pravým břehem Všímarského potoka cca 20 m od východní zdi zbořeniště statku a cca 1,3 km severoseverozápadně od středu obce Malšín                                                                                |
| Michnická lípa                  |                                                                                            | Michnice                                            | lípa malolistá | 541             | 103081 Q26788064  |                                                          | 23 metrů vysoká lípa roste ve skupině stromů v osadě Michnice nedaleko kravína. |
| Mirkovická hrušeň               |                                                                                            | Mirkovice                                           | hrušeň obecná | 300             | 103099 Q26788078  |                                                          | 19 metrů vysoká hrušeň roste na začátku obce u č. 20 po levé straně cesty od Mirkovic. |
| Mýtinská lípa                   |                                                                                            | Mýtina (Šebanov)                                    | lípa velkolistá | 620             | 103078 Q26788060  |                                                          | 16 metrů vysoká lípa roste v osadě Mýtina asi 30 m od cesty z Hořic do Muckova. |
| Netřebický kaštanovník †        |                                                                                            | Netřebice 48°47′29″ s. š., 14°27′20″ v. d.          | kaštanovník jedlý | 296             | 103054            |                                                          | 13,3 metrů vysoký strom (u silnice poblíž hospody) je ve velmi špatném zdravotním stavu. V roce 1998 bylo navrženo zrušení ochrany. |
| Novoveské duby                  |                                                                                            | Nová Ves                                            | dub letní |                 | 105109 Q26790899  |                                                          | 60 dubů roste na hrázi a v okolí rybníka u Nové Vsi. |
| Dobrkovický dub                 |                                                                                            | Nové Dobrkovice                                     | dub letní | 240             | 103060 Q26788050  | Kategorie „Dobrkovický dub“ na Wikimedia Commons         | 20 metrů vysoký dub roste v Nových Dobrkovicích za žel. tratí Kájov-Krumlov u chatové kolonie. |
| Lípa Rožnov                     |                                                                                            | Pasečná                                             | lípa malolistá | 710             | 103075 Q26788058  |                                                          | 36 metrů vysoká lípa roste v zaniklé osadě Rožnov u bývalé cesty cca 300 m S od státní hranice s Rakouskem. |
| Lípa Rožnov II                  |                                                                                            | Pasečná                                             | lípa malolistá | 560             | 103073 Q26788057  |                                                          | 32 metrů vysoká lípa roste v zaniklé osadě Rožnov, jižně od nepoužívané cesty, 300 m severně od státní hranice s Rakouskem. |
| Lípa v Pasečné †                |                                                                                            | Pasečná                                             | lípa | 600             | 104502            |                                                          | 28 metrů vysoká lípa rostla v zaniklé osadě Reiterschlad. Ochranana obou lip byla zrušena 5. prosince 2002 s odůvodněním zanikly v 80. letech. |
| Lípa v Pasečné 2 †              |                                                                                            | Pasečná                                             | lípa | 515             | 104503            |                                                          | 32 metrů vysoká lípa rostla na mírné vyvýšenině, zřejmě vedle byla dnes zaniklá cesta i osada Reiterschlad. Ochranana obou lip byla zrušena 5. prosince 2002 s odůvodněním zanikly v 80. letech.                                                  |
| Pernecká borovice               |                                                                                            | Pernek                                              | borovice jeffreyova | 222             | 103069 Q26788055  |                                                          | 22 metrů vysoká borovice roste na pastvině za č. 8. |
| Pohorská lípa                   |                                                                                            | Pohorská Ves                                        | lípa malolistá | 487             | 105573 Q26790147  |                                                          | Na návsi v Pohorské Vsi, také označována jako Pivonická lípa (katastrální území Pivonice u Pohorské Vsi). |
| Pohořský klen                   |                                                                                            | Pohorská Ves                                        | javor klen | 345             | 103038 Q26788033  | Kategorie „Pohořský klen“ na Wikimedia Commons           | Zdravý, pravidelně rostlý soliterní strom se značným estetickým významem u polní cesty z Pohoří k prameništi Pohořského potoka, u kříže z roku 1708.                                                                                              |
| Pohořský zerav                  |                                                                                            | Pohoří na Šumavě                                    | zerav obrovský | 480             | 103037 Q26788032  |                                                          | 30 metrů vysoký zerav je největším exemplářem okresu Český Krumlov. Roste u polní cesty z Pohoří ke Kamenci, u kříže. |
| Klen Posudov                    |                                                                                            | Posudov                                             | javor klen | 415             | 103066 Q26788053  |                                                          | 29 metrů vysoký klen roste 50 m severně od osady Posudov u Frymburka. |
| Buk Multerberg                  |                                                                                            | Přední Výtoň                                        | buk lesní | 385             | 103028 Q26788023  |                                                          | 33 metrů vysoký buk roste ve skupině čtyř buků na kraji lesního porostu 181 C 2 zhruba 200 m severně od silnice do Pasečné. |
| Jasan Multerberg                |                                                                                            | Přední Výtoň                                        | jasan ztepilý | 337             | 103027 Q26788022  |                                                          | 26 metrů vysoký jasan roste na louce severně od silnice Spáleniště – Pasečná. |
| Klen Přední Výtoň               | Javor klen na okraji obce Přední Výtoň.                                                    | Přední Výtoň 48°37′49″ s. š., 14°9′26″ v. d.        | javor klen | 425             | 105691 Q26790237  |                                                          | 31 metrů vysoký klen roste na západním okraji obce u cesty k lesu naproti domu č. 38. |
| Lípa Spáleniště                 |                                                                                            | Přední Výtoň                                        | lípa malolistá | 437             | 103076 Q26788059  |                                                          | 31 metrů vysoká lípa roste 110 m od hraničního přechodu Spáleniště – Gugenwald. |
| Mléč Přední Výtoň               | Javor mléč u cesty na okraji obce Přední Výtoň.                                            | Přední Výtoň 48°37′48″ s. š., 14°9′22″ v. d.        | javor klen | 350             | 105692 Q26790238  |                                                          | 23 metrů vysoký mléč roste na západním okraji obce u cesty k lesu. |
| Jasan v Přídolí                 |                                                                                            | Přídolí                                             | jasan ztepilý | 360             | 103024 Q26788019  | Kategorie „Jasan v Přídolí“ na Wikimedia Commons         | 22 metrů vysoký jasan roste v SV části zastavěného území Přídolí. Kulovitá koruna, členité kořenové náběhy, bez mech. poškození, vitální dřevina, menší dutiny. Roku 2005 byl proveden odborný prořez.                                            |
| Dub v Pustých Skalinách         |                                                                                            | Pusté Skaliny                                       | dub letní | 425             | 103043 Q26788038  |                                                          | 28 metrů vysoký dub roste u chaty na JV okraji osady Pusté Skaliny, 125 m JV od středu osady. |
| Lípy u kapličky Račín           |                                                                                            | Račín                                               | lípa malolistá (4) |                 | 103070 Q26778974  |                                                          | Čtyři lípy rostou u kapličky poblíž bývalé osady Račín, při komunikaci Zvonková – Přední Výtoň. |
| Radčická hrušeň                 |                                                                                            | Radčice                                             | hrušeň | 280             | 105306 Q26789778  |                                                          | Hrušeň roste západně od osady Radčice, obec Malonty. |
| Dub v Radslavi                  | Poslední památný dub v Radslavi.                                                           | Radslav                                             | dub letní |                 | 103065 Q26778980  |                                                          | Strom v chatové zástavbě Radslav u Lipna. |
| Lípa Radslav                    | Památná lípa v Radslavi.                                                                   | Radslav 48°42′58″ s. š., 14°4′31″ v. d.             | lípa malolistá | 618             | 105727 Q26790266  |                                                          | Lípa roste v osadě Radslav na návsi u místní kapličky; vysazena údajně u příležitosti skončení třicetileté války. |
| Lípa Sedm chalup                | Lípa stojící v zatáčce u kapličky v obci Sedm chalup.                                      | Sedm chalup                                         | lípa malolistá | 550             | 103086 Q26788069  |                                                          | 28 metrů vysoká lípa roste u č. 34 v Sedmi Chalupách, u kapličky. |
| Slavkovská lípa                 |                                                                                            | Slavkov                                             | lípa malolistá | 402             | 103097 Q26788076  |                                                          | 21 metrů vysoká lípa roste na návsi u zbrojnice a pomníčku. |
| Slupenecká lípa                 |                                                                                            | Slupenec                                            | lípa malolistá | 360             | 103036 Q26788031  |                                                          | Lípa s částečně proschlou korunou roste na okraji louky asi 200 m V od Slupence. |
| Spolská ptačka                  | Třešeň - ptačka na pastvině nad obcí Spolí u Č. Krumlova.                                  | Spolí                                               | třešeň ptačí | 280             | 103039 Q26788034  |                                                          | 15 metrů vysoká třešeň roste na kopci Křichová (Chlupatý vrch), uprostřed pastevního areálu. |
| Dub ve Starých Dobrkovicích     | Památný dub ve Starých Dobrkovicích.                                                       | Staré Dobrkovice                                    | dub letní | 415             | 106312 Q73602067  |                                                          | Jeden ze dvou dubů, rostoucí po stranách ústí mostu přes Polečnici, na levém břehu, za svodidly silnice. |
| Lípy ve Svérazi                 |                                                                                            | Svéraz                                              | lípa velkolistá (2) |                 | 103051 Q26778971  |                                                          | Dvojice lip roste u cesty pod rekreačními objekty na JZ okraji obce. |
| Lípa u Světlíku                 |                                                                                            | Světlík                                             | lípa malolistá | 420             | 106110 Q26790797  |                                                          | Na mezi nad rybníkem cca 400 m severovýchodně od středu obce |
| Lípa v Třísově                  |                                                                                            | Třísov                                              | lípa malolistá | 510             | 105300 Q26789774  |                                                          | Lípa roste v zahradě domu č. 22. |
| Třísovská lípa                  |                                                                                            | Třísov                                              | lípa malolistá | 745             | 103088 Q8548168   | Kategorie „Třísovská lípa“ na Wikimedia Commons          | 240 let stará lípa roste za železničním přejezdem u kapličky na okraji keltského oppida. |
| Lípa Velké Strážné              |                                                                                            | Velké Strážné                                       | lípa | 260             | 103052 Q26788043  |                                                          | Lípa roste 40–50 m nad kapličkou v bývalé osadě Velké Strážné, 2 km od obce Světlík. |
| 3 lípy srdčité                  |                                                                                            | Větřní                                              | lípa malolistá |                 | 105301 Q26778967  |                                                          | Vyhlašovací předpis udává pouze tuto lokalizaci: v bývalé osadě Dolní Světlá, obec Malšín |
| Hrušeň v Zahrádce               |                                                                                            | Zahrádka                                            | hrušeň obecná | 280             | 103098 Q26788077  |                                                          | 13 metrů vysoká hrušeň roste po levé straně asfaltové cesty z Močerad do Zahrádek. |
| Lípa v Zahrádce                 |                                                                                            | Zahrádka                                            | lípa malolistá | 450             | 103094 Q26788074  |                                                          | 24 metrů vysoká lípa roste na vyvýšeném místě nad bývalou osadou Zahrádky. |
| Cisterciácká lípa               |                                                                                            | Zlatá Koruna                                        | lípa velkolistá | 718             | 103092 Q8547921   |                                                          | Nejstarší žijící strom CHKO Blanský les, historická obezdívka, stáří snad 700 let. Přímo na návsi. |
| Lípa Kapucínka                  | Lípa v klášteře Zlatá Koruna.                                                              | Zlatá Koruna                                        | lípa velkolistá | 500             | 103091 Q74844831  |                                                          | Snad 400 let plně vitální lípa roste v areálu kláštera u kaple Andělů strážných. |
| Lípa u svaté Markéty            |                                                                                            | Zlatá Koruna                                        | lípa velkolistá |                 |                   |                                                          | Snad v 17. století zaniklá lípa obdobného stáří jako Cisterciácká, pověst o dobytí kláštera husity a pamětní deska na bývalém kostele svaté Markéty.                                                                                              |
| Zvíkovská lípa                  |                                                                                            | Zvíkov                                              | lípa malolistá | 346             | 103035 Q26788030  |                                                          | Lípa roste přímo v obci na návsi u kapličky. |
| Lípa ve Ztraceném lese          |                                                                                            | Zvonková 48°42′42″ s. š., 13°58′47″ v. d.           | lípa malolistá | 450             | 103071 Q26788056  |                                                          | 35 metrů vysoká lípa roste na okraji lesního porostu nad zbořeným statkem, zhruba 50 metrů nad plavebním kanálem. |
| Lípy Josefův Důl                |                                                                                            | Zvonková 48°44′2″ s. š., 13°58′22″ v. d.            | lípa malolistá (2) |                 | 105690 Q26778977  |                                                          | Na okraji komunikace vedoucí podél Schwarzenberského plavebního kanálu, 2 lípy. |
| Žestovská lípa                  |                                                                                            | Žestov                                              | lípa velkolistá | 433             | 103079 Q26788061  | Kategorie „Žestovská lípa“ na Wikimedia Commons          | 21 metrů vysoká lípa roste v osadě Žestov, cca 20 m od adaptované rekreační chalupy. |